# Comunità di San Martino
La Comunità di San Martino (in francese Communauté Saint-Martin) è un'associazione pubblica clericale di diritto pontificio fondata nel 1976 da monsignor Jean-François Guérin (1929-2005), sacerdote francese dell'arcidiocesi di Tours.

## Storia

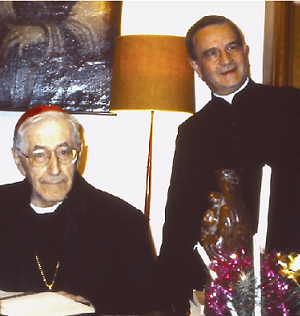
Jean-François Guérin con il cardinale Giuseppe Siri

Padre Guérin, tra il 1965 e il 1976, fu cappellano nella basilica del Sacro Cuore di Montmartre, a Parigi: in quegli anni molti giovani lo scelsero come direttore spirituale e un certo numero di questi giovani decisero di abbracciare la vita religiosa, soprattutto negli ordini benedettino e carmelitano; altri scelsero di accedere al sacerdozio secolare e di condurre vita fraterna in comunità secondo lo spirito liturgico in cui Guérin li aveva formati, cioè in una doppia fedeltà alla tradizione latina e gregoriana del rito romano e al movimento liturgico del XX secolo (che aveva trovato la sua espressione sintetica nella costituzione Sacrosanctum Concilium del Concilio Vaticano II).
Desiderando sostenere il piano di rinnovimento della comunità sacerdotale francese, nel 1976 il cardinale Giuseppe Siri, arcivescovo di Genova, chiamò Guérin e i suoi primi seminaristi nella sua arcidiocesi e diede la prima approvazione alla comunità nel 1979. La Comunità di San Martino, quindi, ebbe formalmente inizio in Italia con lo scopo di formare preti per le diocesi francesi. La comunità ebbe come prima sede il convento di San Francesco a Voltri: la formazione filosofica e teologica dei seminaristi avveniva presso il Seminario Arcivescovile di Genova, mentre la loro formazione umana, spirituale e pastorale rimase affidata alla cura di padre Guérin.

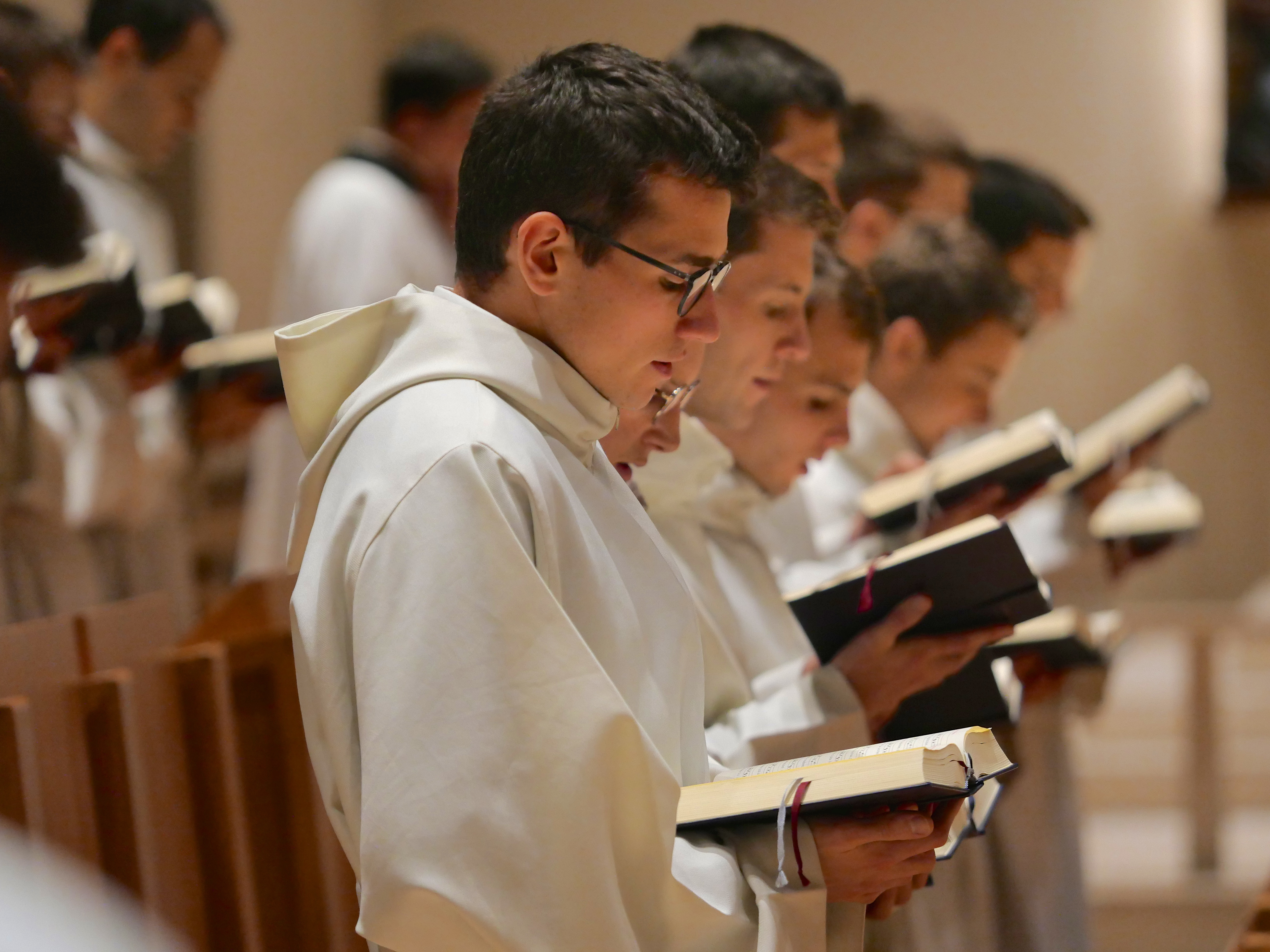
Liturgia delle ore nella casa di formazione

Nel 1983 la comunità ricevette la sua prima missione pastorale nella diocesi di Fréjus-Tolone, nella Francia sudorientale: altri vescovi francesi, negli anni seguenti, affidarono alla comunità la cura di alcune parrocchie. Nel 1993 la sede della comunità venne trasferita da Genova-Voltri in una casa di Candé-sur-Beuvron, presso Blois, ove risiede il moderatore generale dell'associazione. Nel 2014, la sede della comunità è diventata l'abbazia d'Évron, nella Mayenne, tra Normandia e Bretagna. Infatti, il numero crescente di seminaristi (da 40 nel 2007 a 85 nel 2013 e oltre 100 dal 2016) ha spinto la comunità ad intraprendere questo ambizioso progetto di trasferimento.
La Comunità ha ottenuto il riconoscimento di istituzione di diritto pontificio il 1º novembre 2000.
Dal 2007 la scuola di teologia della comunità di San Martino è affiliata alla Pontificia Università Lateranense.
Dal 2008, su concessione della Santa Sede, l'associazione può incardinare i membri nel proprio clero. Il moderatore generale della comunità è inoltre ordinario dei membri.
I membri dell'associazione (presbiteri e diaconi) sono al servizio di alcune diocesi in Francia o fuori dalla Francia (Italia e Cuba) e al servizio della Santa Sede.
Tra il luglio 2022 e il gennaio 2023 il Dicastero per il Clero ha svolto una visita pastorale sotto la responsabilità di monsignor Benoît Bertrand, vescovo di Pontoise. Sono emerse ombre sulla figura di padre Jean-François Guérin, contro il quale sarebbero state mosse accuse di «clima abusivo nell’esercizio dell’autorità e nell’accompagnamento spirituale» ed anche di «baci forzati» da parte di alcuni intervistati maggiorenni all'epoca dei fatti. Il Vaticano ha commissariato l'organizzazione con l'invio di due visitatori apostolici.
Il numero di vocazioni prima del 2024 era arrivato a contare 175 tra diaconi e sacerdoti, rispetto ai 39 vantati al tempo della fondazione.

## Spiritualità
La spiritualità dell'associazione sottolinea principalmente l'importanza della vita comune e della liturgia.
Tale spiritualità trae origine dalla vicinanza spirituale di padre Guérin all'ordine benedettino, specialmente con la congregazione di Solesmes.
La lectio divina è il fondamento della formazione spirituale.
Nelle celebrazioni si utilizza il canto gregoriano.

## Persone legate alla Comunità
- Jean-François Guérin (1929-2005), sacerdote francese dell'arcidiocesi di Tours, fondatore dell'associazione.
- Marc Aillet, vescovo di Bayonne dal 2008. Formato e ordinato in seno all'associazione.
- Nicolas Thévenin, nunzio apostolico in Egitto dal 2019.
- Jean-Marie Le Vert, vescovo ausiliare di Bordeaux dal 2018. Ordinato a Genova nel 1987 per la Comunità di San Martino, ha poi lasciato nel 1995 l'associazione.
- Jean-Marc Eychenne, vescovo di Grenoble-Vienne dal 2022. Ordinato a Genova tra i primi seguaci dell'abbé Guérin, ha lasciato l'associazione incardinandosi nel clero della diocesi di Orléans negli anni '90.